# ユーグレナモルファ
ユーグレナモルファ Euglenamorpha はミドリムシに似た鞭毛虫。カエルのオタマジャクシの腸内に生息する。1種のみが知られ、発見回数は少ない。

## 概説
ユーグレナモルファはただ1種 Euglenamorpha hegeneri Wenrich, 1924 からなる鞭毛虫の属である。形態はミドリムシ属 Euglena に似ており、ただし前端に3本の鞭毛を持つ。通常は葉緑体を持ち緑色を呈するが無色の変異形が知られている。アカガエル科の幼生の腸内に生息しているが、寄生であるかどうかは疑わしい。ほとんど北アメリカから発見されてきたが、近年になってバングラデシュから報告がある。

## 形態
原記載論文の記述は以下の通り。
本種には明確な2つの変異型がある。その違いは緑色であるかどうかであり、緑色のものを基準のものとしている。

### 基準型
細胞は伸びた状態で長さ30-55μm、平均で45μm、幅は4-8μm、平均で5.5μm。円筒形から葉巻型で前後に向かって細くなっているが、後方でより細長くなる。先端からは3本の鞭毛が伸びる。鞭毛は細胞の長さの半分か2/3程度の長さで3本ともほぼ同じ長さを持つ。それらの基部は錘上に脹らみ、そのそばに赤い眼点がある。なお、3本の鞭毛の内の1本はミドリムシ類に特有な片羽型である。
細胞内には複数の緑色の葉緑体とパラミロン顆粒がある。葉緑体は典型的には丸みを帯びた円盤状で細胞の周辺の領域に広がるが、全体が緑に見える程度に互いに接近して降り、その数は10数個から30数個に達する。核は小さくまとまっており、常に細胞の中程やや後方寄りに位置する。細胞の外面には螺旋状の細かい線条がある。

### 透明な型
細胞は長く伸びた円錐形で、一番幅広い部分は前端近くにあり、そこから後方に向かって漸次細くなる。大きさは基準の型とほぼ同じか、多少とも小さい。無色かまたは僅かに緑色を帯びる。鞭毛は多くの場合に4本か6本で、2本、3本、5本を持つ例も時に見られ、いずれにせよ鞭毛の基部には膨らんだ部分がない。眼点はない。核は細胞の幅ほどに脹らみ、染色体が見える。細胞表面の線条は見えない場合も見える場合もあり、見える場合は基準の型と反対向き。

### 2つの型の関係
これらの2形ははっきりと見た目が異なっており、最初は別種と認識されるほどであるが、これらは互いに入れ替わるものであると考えられるようになった。透明な型では分裂が観察される。分裂は有糸分裂と無糸分裂があるとWenrich(1924)は書いている。また培養下の観察では緑色の型が分裂を経て休眠に入るのが観察されている。多分緑の型がオタマジャクシの体外に出てシスト化して休眠し、これが新たな宿主へ到達するのだろうと推定されている。

## 活動
この鞭毛虫はよく泳ぎ回り、その際にはミドリムシ類に特有の細胞の変形を見せる。原記載者はこの動物のこのような動きが他のミドリムシ類に見られないほどに急速であるとしている。腸内では腸壁や内部の顆粒に触れて、あるいはその周辺を素早く泳ぎ回り、食塩水などに放した時は更にその動きが速くなるという。

## 栄養
原記載者は本種を培養することを試みている。それによるとペトリ皿に培養液を入れての方法ではすべてすぐに死滅したが、スライドガラスとカバーガラスの間に液滴を置いての培養ではある程度の期間の培養が可能で、数の増加が見られたこともあった。緑色の基準型に関しては塩化ナトリウムを適切な濃度含んだ程度の培地でも生育するため、完全に光合成だけで生活できるものと考えられる。無色の変異型に関しては原記載著者は腐性の吸収型であろうと推定している。

## 宿主
本種はカエルのオタマジャクシの直腸から発見される。原記載時に記されている宿主はウシガエルと、他に Rana palustris、R. clamitans(?)（以上はアカガエル科）、それにハイイロアマガエル Hyla versicola （アマガエル科）の3種である。Cleveland(1925)では R. pipiens から発見されている。Plamtiz(19967)では Bufo boreas （ヒキガエル科）のやはりオタマジャクシのみから発見された。以上はすべて北アメリカであるが、Khondlker & Aflasane(2005)はバングラデシュからの報告で、ただしカエルの体内でなく水槽から発見された。
なお、日本からは発見されていない。

## 歴史
本種が発見されたのは1922年の6月、ペンシルバニア大学の植物園の池で両生類の腸内微生物の研究をしていたWenrichによって最初に発見された。その後も上述のようにごくまれにしか報告されていない。

## 分類
ミドリムシ類は2本の鞭毛を前端に持つのが標準で、その内主たる1本が片羽型である。それに対して本属は片羽型1本を含めて鞭毛が3本あり、その点で大きく異なるため、ミドリムシ目 Euglenida の中にユーグレナモルファ亜目 Euglenamorphina を立てる。